# Farmington (Kalifornia)
Farmington – jednostka osadnicza w Stanach Zjednoczonych, w stanie Kalifornia, w hrabstwie San Joaquin.